# سترديلا (بافيا)
سترديلا (بالإيطالية: Stradella, Lombardy)‏ هي بلدة تقع في مقاطعة بافيا بإقليم لومبارديا في شمال إيطاليا. تبلغ مساحة هذه المدينة 18.77 (كم²)، وترتفع عن سطح البحر 101 م، بلغ عدد سكانها 10922 نسمة في عام 2004 حسب إحصاء المعهد الوطني للإحصاء.

## السكان
في سنة 1861 بلغ عدد السكان 7٬344 نسمة، وتطور العدد ليصل في سنة 2011 لـ 11٬639 نسمة.
يظهر هذا المخطط البياني تطور النمو السكاني لـ سترديلا (بافيا)

## أعلام
- أغوستينو دبريتيس

## وصلات خارجية
- الموقع الرسمي